# Чесноков, Геннадий Валентинович
Геннадий Валентинович Чесноков (род. 22 июня 1956, Самовольно-Ивановка, Куйбышевская область) — советский самбист, бронзовый призёр летней Спартакиады народов СССР 1983 года, серебряный призёр чемпионата СССР 1985 года, мастер спорта СССР международного класса (30.6.1986). Выступал в тяжёлой весовой категории (свыше 100 кг). Представлял Вооружённые силы (Ленинград). Наставником Чеснокова был Николай Козицкий.

## Биография
В 1973—1974 годах работал слесарем объединения «Сельхозтехника» в Большеглушицком районе Куйбышевской области. В 1974 году поступил в Иркутское высшее военное авиационное инженерное училище. В 1985 году окончил Ленинградский военный институт. В 1994 году ушёл в запас. В том же году стал начальником представительства фонда государственного имущества Украины по Кременчугу. В 1996 году окончил Кременчугский институт экономики и новых технологий. В 1998 году был избран депутатом Кременчугского городского совета. В 2002 году переехал на постоянное жительство в село Большая Глушица (Самарская область). В 2005 году был избран председателем Собрания представителей муниципального района Большеглушицкий.

## Всесоюзные соревнования
- Самбо на летней Спартакиаде народов СССР 1983 года — ;
- Чемпионат СССР по самбо 1985 — ;